# Gryllodes supplicans
Gryllodes supplicans is een rechtvleugelig insect uit de familie krekels (Gryllidae). De wetenschappelijke naam van deze soort is voor het eerst geldig gepubliceerd in 1859 door Walker.